# Qiziltepa
Qiziltepa es una localidad de Uzbekistán, en la provincia de Navoi.
Se encuentra a una altitud de 264 m sobre el nivel del mar. 

## Demografía
Según estimación 2010 contaba con una población de 14 612 habitantes.